# Hull (Texas)
Pour les articles homonymes, voir Hull.
Hull est une census-designated place située dans le comté de Liberty, dans l’État du Texas, aux États-Unis. Sa population s’élevait à 669 habitants lors du recensement de 2010.